# Aremberg
Aremberg là một xã thuộc huyện Ahrweiler, bang Rheinland-Pfalz, phía tây nước Đức. Xã Aremberg có diện tích 9,62 km², dân số thời điểm ngày 31 tháng 12 năm 2006 là 247 người.